# 秋枝三郎
秋枝 三郎（あきえだ さぶろう、1916年（大正5年）9月15日 - 1942年（昭和17年）5月31日）は、日本の海軍軍人。特殊潜航艇「甲標的」搭乗員としてマダガスカル攻撃作戦に参加し、戦死。二階級特進により最終階級は海軍中佐。

## 経歴

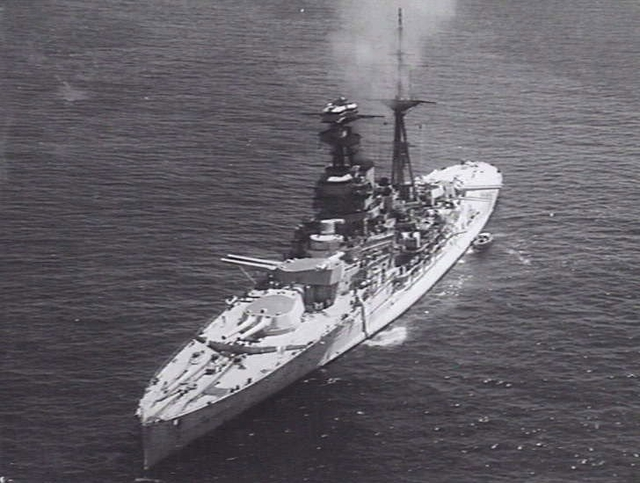
秋枝艇が雷撃した「ラミリーズ」（1939年）

山口県豊北町阿川土井出身。9人兄弟姉妹の三男である。妻は海軍大佐・小早川隆次の娘、文子。山口中学を経て、海軍兵学校を卒業。秋枝は海兵66期で、同期生に特殊潜航艇（以下｢特潜｣）艇長としてシドニー湾攻撃で戦死した松尾敬宇、中馬兼四らがいる。1939年（昭和14年）6月、海軍少尉任官。戦艦｢霧島｣、駆逐艦「江風｣乗組みを経て、1940年（昭和15年）11月、水上機母艦「千代田」 乗組みとなる。この補職は岩佐直治とともに「特潜」搭乗員の第一期講習員として選ばれ、訓練を受けるためのものである。
太平洋戦争劈頭の真珠湾攻撃において岩佐直治ら「特潜」搭乗員9名が戦死したのち、軍令部は「特潜」による港湾進入攻撃には消極的であった。しかし真珠湾攻撃の戦訓を取り入れた装備の改善などが実施され、「特潜」による第二次攻撃が決定。秋枝は英軍に占領されたマダガスカル島北部のディエゴ・スアレスを攻撃する「特潜」部隊の艇長に選ばれる。
1942年（昭和17年）5月31日夕刻、「伊二〇潜水艦」から艇附・竹本正巳一等兵曹と出撃。「伊一六潜水艦」からは艇長・岩瀬勝輔少尉、艇附・高田高三二等兵曹が出撃している。湾内に進入した「特潜」は英戦艦「ラミリーズ」及び油槽船1隻に魚雷を命中させ、油槽船は沈没。「ラミリーズ」は1年あまり戦線を離脱する損害を受けた。
しかし、「特潜」2隻は母潜との会合地点に現れず、「特潜」搭乗員4名は戦死とされた。戦後、豊田穣の調査や、英側の資料からこの魚雷攻撃を行ったのが秋枝・竹本艇であること及び両名の行動が判明している。秋枝と竹本は雷撃に成功した後に艇が座礁したため、脱出しマダガスカル島に上陸。母潜との会合地点に徒歩で向かったが、英軍部隊に発見された。両名は降伏勧告を拒否し、15名を相手に軍刀と拳銃で戦いを挑み、戦死した。戦死日は英側資料では6月2日、現地の目撃証言では6月4日である。
二段であった秋枝に対し講道館から四段が贈られている。秋枝は戦死4ヵ月前に結婚しており、遺腹の女子があった。しかしこの女子は生後3ヵ月で死去。1989年（平成元年）、女子の遺髪は竹本兵曹長の娘の手でマダガスカル島に埋められた。

## 関連書籍
- 豊田穣『海軍特別攻撃隊』「マダガスカルの月明」集英社文庫 ISBN 4-08-750339-9